# Zoshigaya Missionary Museum
Le Zoshigaya Missionary Museum (雑司が谷旧宣教師館, Zōshigaya Kyū Senkyōshi-kan) se trouve au 1-25-5 Zōshigaya, arrondissement de Toshima à Tokyo. Le musée est proche de la station de Zōshigaya sur les lignes Toden Arakawa et Fukutoshin. 

## Histoire
Le bâtiment de style occidental a servi de résidence et de centre religieux à John Moody McCaleb, missionnaire chrétien américain. La maison à un étage est construite en 1907. McCaleb en fait un point fort de l'activité missionnaire et de l'éducation de la petite enfance et met son jardin à la disposition des enfants du voisinage comme aire de jeux. La maison appartient à l'arrondissement de Toshima depuis 1982. Elle est classée « bien culturel tangible » de la capitale en 1987.
Des conférences et des concerts y sont régulièrement organisés.

## Source
- (en) Cet article est partiellement ou en totalité issu de l’article de Wikipédia en anglais intitulé « Zoshigaya Missionary Museum » (voir la liste des auteurs).